# Matthew Gregory Lewis

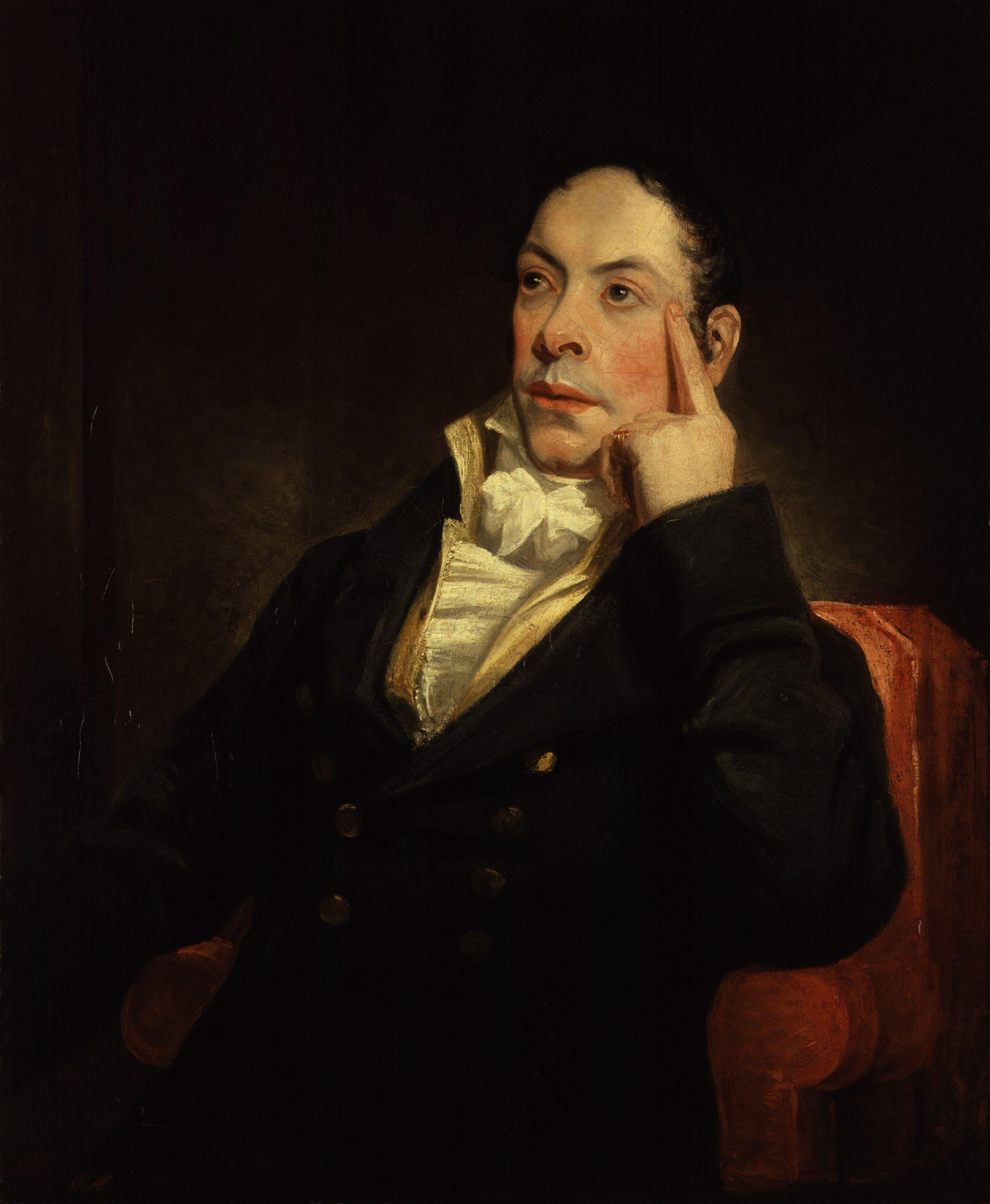
Matthew Gregory Lewis, Henry William Pickersgill, 1809

Matthew Gregory Lewis (* 9. Juli 1775 in London; † 14. Mai 1818 auf See) war ein britischer Schriftsteller und Bühnenautor.

## Leben
Lewis war ältestes Kind von Matthew Lewis sen. und Frances Lewis. Sein Vater war 1750 auf Jamaika auf die Welt gekommen; er war Staatssekretär am Kriegsministerium und verfügte über beachtliche Bezüge. Lewis’ Mutter verließ ihren Mann 1781, um mit einem Musiker zu leben. Der damit zusammenhängende Skandal machte es erforderlich, die Scheidung einzureichen – ein Prozess, der der direkten Billigung des Parlaments bedurfte, das dem Verfahren jedoch nicht stattgab. Seither lebten Lewis’ Eltern in Trennung.
Noch während seines Studiums an der Westminster School und am Christ Church College, das ihn auf eine diplomatische Karriere vorbereiten sollte, verbrachte Lewis einige Zeit in unterschiedlichen europäischen Ländern, insbesondere um seine Sprachkenntnisse zu erweitern. Nachdem er 1791 Paris besucht hatte, lernte er im selben Jahr in Weimar Goethe, Schiller, Wieland und Kotzebue kennen; seinem Freund Byron vermittelte er den Fauststoff. 1794 wurde er Kulturattaché des britischen Botschafters in Den Haag; in dieser Zeit entstand, womöglich angeregt durch den strukturverwandten Schauerroman Das Petermännchen von Christian Heinrich Spieß, sein bekanntestes Werk, The Monk, das ihn mit einem Schlag berühmt machte.
Lewis war 1796–1802 Mitglied des britischen Unterhauses und vertrat dort Hindon. Obwohl selbst einer Familie von Sklavenhaltern entstammend, stimmte er 1807 für die Abschaffung der Sklaverei. Nach nur wenigen Jahren gab er sein Mandat zurück, um sich gänzlich der Literatur zu widmen, eine Unabhängigkeit, die er sich leisten konnte, da ihm sein Vater 1812 ein beträchtliches Vermögen hinterlassen hatte. 1815 besuchte er für vier Monate seine Güter auf Jamaika; in dieser Zeit entstand das Journal of a West Indian Proprietor (posthum veröffentlicht 1833). Zwischenstation machte er in Italien und der Schweiz, wo er seine Freunde Byron und Shelley traf. Bei einem Besuch seiner anderen Güter auf Jamaika 1817, den er genutzt hatte, um sich für eine Verbesserung der Lebensbedingungen der Sklaven einzusetzen, erkrankte er an Gelbfieber und starb auf der Rückreise; er wurde auf See bestattet.

## Werk
Schon als Student versuchte er, dem englischen Publikum die Weimarer Klassik und die Literatur des Sturm und Drang zu vermitteln; er übersetzte Schillers Kabale und Liebe, genannt The Minister, und Rolla, ein Stück von Kotzebue. Sein anonym publizierter Schauerroman Der Mönch (The Monk, 1796) wurde jedoch sein erster großer Erfolg. Obwohl die meisten Rezensenten, darunter Samuel Taylor Coleridge, das Werk als schwülstig und unnatürlich ablehnten, andere Rezensenten gar von strafrechtlich zu ahndender Blasphemie und Obszönität sprachen, hatte es doch gerade aufgrund seiner Verrufenheit ungeheuren Erfolg. Die stark kritisierte Erstausgabe wich noch im Jahr ihres Erscheinens einer purgierten Fassung, die insbesondere um sexuell explizite, blasphemische und gewalttätige Passagen bereinigt worden war, aber dennoch den Nimbus des „Unanständigen“ behielt. Als Lewis’ Autorschaft bekannt wurde, explodierte die öffentliche Entrüstung. Byron schrieb, Lewis habe den „Parnass in einen Friedhof verwandelt“; in Lewis’ Kopf könne selbst Satan eine Hölle entdecken, die er noch nicht kenne.
Als Hauptwerk von Lewis gilt sein Erstlingsroman Der Mönch. Eine Verfilmung des Romans unter dem Titel Der Mönch wurde 2011 veröffentlicht, 1972 war bereits Der Mönch und die Frauen veröffentlicht worden.

## Einflüsse und Wirkung
Lewis steht ganz in der Tradition der englischen Gothic novel; zu seinen wichtigsten Einflüssen wird Horace Walpoles Das Schloss von Otranto gerechnet. Der Mönch ist auch stark von der deutschen Vor- und Frühromantik sowie von deutschen Trivialautoren vom Schlage eines Christian Heinrich Spieß beeinflusst. Lewis übernimmt Elemente von Sagen, die er bei Johann Gottfried Herder gefunden hat, und integriert Übersetzungen einiger Gedichte von Johann Karl August Musäus, die nicht als solche gekennzeichnet sind. Weiterhin gehört Joseph Glanvills Sadducismus Triumphatus, eine Apologie des Hexen- und Gespensterglaubens, zu den wichtigsten Quellen des Buches.
Selbst wiederum hat das Buch Ann Radcliffes The Italian, Charles Robert Maturins Melmoth the Wanderer, in Deutschland E. T. A. Hoffmanns Elixiere des Teufels, in Frankreich unter anderem Victor Hugo beeinflusst. In ihrer Studie Powers of Horror: an Essay on abjection beschäftigt sich die Literaturtheoretikerin Julia Kristeva mit einer Psychologie des Gefängnisses, die Lewis’ Roman mehrmals indirekt zitiert.
Sein insbesondere dramatisch geprägtes Spätwerk, das der Schauerromantik treu blieb, ist heute weitgehend vergessen, genoss jedoch seinerzeit noch erhebliche Beachtung. Zusammen mit Walter Scott und Robert Southey schrieb er noch etliche Sammelbände romantischer Erzählungen.